# 叁巴醬
叁巴醬，也作叁峇醬，是一種廣泛流行於東南亞（馬來世界）以至南亞地區的特殊辣椒醬，其經常運用於娘惹菜以及街邊小吃之中（例如咖哩叻沙）。由於叁巴醬源自家常菜的調味方式，因此在製作醬料時所採用的香辛料及食材也因個人喜好與烹飪用途而各有不同，具體差異可達十多種口味類型。

## 製作方法
叁巴醬較為常見的做法是把烘香的峇拉煎、浸泡過且磨碎的蝦米下鍋爆香後，加入剁碎的辣椒、乾辣椒末（或粗辣椒粉）、細磨成茸的蒜頭、紅蔥頭（依喜好及用途可加入香茅、南薑、黃薑、羅望子與青檸汁）以及調味後煸炒至稠醬狀，再均勻拌入適量的糖、鹽、味精後即成。

## 圖集

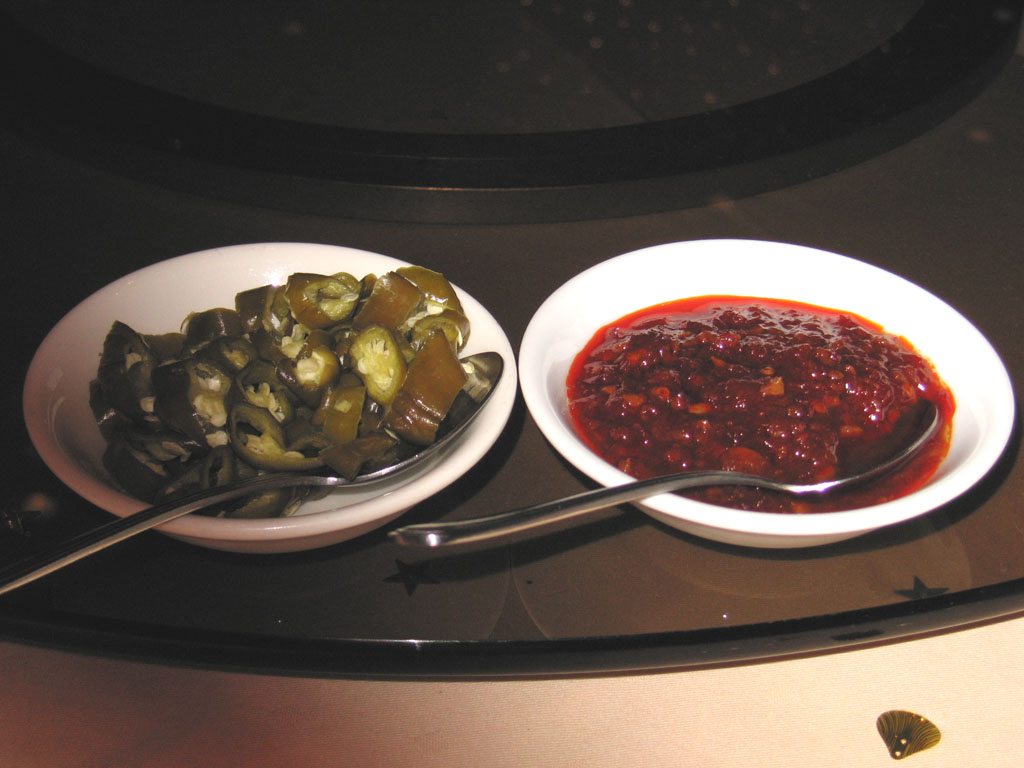
由酒店提供、分別用青辣椒和紅辣椒調配的叁巴醬。